# Kejsardömet Brasilien
Kejsardömet Brasilien var en monarki i Sydamerika som i stort sett bestod av det moderna Brasilien, och existerade från 1822 och fram till den 15 november 1889, då förbundsrepubliken Brasilien utropades.

## Historia
När Frankrikes militär ockuperade Portugal under Napoleonkriget, tvingades Portugals kungliga familj i exil. De flydde till de portugisiska besittningarna i Sydamerika där de upprättade Rio de Janeiro som huvudstaden för Förenade kungariket Portugal, Brasilien och Algarve. När kriget väl var över uppstod det en ovilja att gå tillbaka till som det var före krigen. I stället blev Brasilien självständigt från Portugal, om än med en monark som var medlem av Portugals kungliga familj.

### Kejsare
|  | Kejsare (Födelse–Död) | Tillträdde       | Frånträdde       | Regeringstid        | Not   |
|  | --------------------- | ---------------- | ---------------- | ------------------- | ----- |
|  | Peter I 1798–1834     | 7 september 1822 | 7 april 1831     | 8 år och 212 dagar  | [ 2 ] |
|  | Peter II 1825–1891    | 7 april 1831     | 15 november 1889 | 58 år och 222 dagar | [ 3 ] |
|  | Kejsare (Födelse–Död) | Tillträdde       | Frånträdde       | Regeringstid        | Not   |

### Slavfrågan
Efter självständigheten växte kaffeexporten sig stor och så även slavimporten; bara i Rio de Janeiro ökade antalet slavar från 26 254 år 1825 till 43 555 år 1828. År 1822 var omkring 30 %, eller en miljon, av Brasiliens invånare födda i Afrika eller var slavättlingar.
Pedro I ville avskaffa slaveriet, men enligt konstitutionen var det parlamentet som skulle stifta lagar, och de flesta som satt där ville ha kvar slaveriet. Ledda av Bernardo Pereira de Vasconcelos från Minas Gerais i parlamentet, argumenterade slaveriets förespråkare för att det inte var omoraliskt att icke-brasilianskt kapital och teknologi inte skulle hjälpa Brasilien, och att järnvägar bara skulle rosta. Andra, som Nicolau de Campos Vergueiro från São Paulo, ville dock ersätta slaveriet med fri arbetskraftsinvandring från Europa. År 1829 infördes ett kontraktssystem. Lagar och förordningar mot slaveri kom dock aldrig att gälla, som 1829 års förordning som förbjöd att slavskepp seglades till Afrika. Dessa händelser var roten till de regionala upproren under 1800-talet.

### Republikansk statskupp
När slaveriet till slut avskaffades ledde det ekonomiska systemet i de norra delarna till allvarliga ekonomiska problem. Stor hungersnöd blev många slavars död i de norra delstaterna, som hade slaveri-baserad ekonomi. Samhällseliten besvarade den liberala regeringens tendenser med att stödja idén om en oligarkisk republik, där lokal elit kunde styra sina områden genom ett decentraliserat federalt system.
I den tidiga republiken tog oligarkerna snabbt över makten och tekniken för att kontrollera det nya statssystemet, och regeringskrisen 1888–1889 och efter ökat missnöje bland militära officerare, föredrog republikanerna förändring genom revolution och fältmarskalk Fonseca ledde en sammansvärjning för att avsätta regeringen i november 1889. Det som började som en beväpnad demonstration för regeringsbyte blev på några timmar en statskupp där kejsar Pedro II avsattes.

## Demografi
- 1823 fanns 4 miljoner invånare (71 % fria och 29 % slavar).[4]
- 1854 fanns 7 700 000 miljoner (76 % fria och 24 % slavar).[4]
- 1872 fanns 9 930 478 invånare (84,8 % fria och 15,2 % slavar). Enligt det årets nationella folkräkning var, bland de fria invånarna (8 419 672 personer), 38 % vita , 39 % mulatter (blandning av vita och svarta), 11 % svarta och 5 % caboclos (blandning av vita och indianer). Läs- och skrivkunnigheten var: 23,4 % av de fria männen och 13,4 % av de fria kvinnorna.[4]
- 1887 fanns 14 500 000 invånare (95 % fria och 5 % slavar).[4] 1889 kunde 20 % av den totala befolkningen läsa och skriva.[5]

### Fotnoter
1. ↑  ”Brazil” (på engelska). World Statesmen. http://www.worldstatesmen.org/Brazil.html. Läst 20 juli 2015.
2. ↑  ”Pedro I - Uppslagsverk - NE.se”. www.ne.se. https://www.ne.se/uppslagsverk/encyklopedi/l%C3%A5ng/pedro-i. Läst 11 juli 2024.
3. ↑  ”Pedro II - Uppslagsverk - NE.se”. www.ne.se. https://www.ne.se/uppslagsverk/encyklopedi/l%C3%A5ng/pedro-ii. Läst 11 juli 2024.
4. 1 2 3 4  Vainfas, Ronaldo. Dicionário do Brasil Imperial. Rio de Janeiro: Objetiva, 2002
5. ↑  Carvalho, José Murilo de. D. Pedro II. São Paulo: Companhia das Letras, 2007